# 臘石天主堂
臘石天主堂，位於中國廣東省河源市紫金縣黃塘鎮臘石村，是一座奉進教之佑聖母為主保的天主教教堂。
建於1916年，早期為土木結構，在文化大革命期間遭到破壞又逢失修。2010年重修，翌年5月24日主保瞻禮日重開。